# Білий обладунок

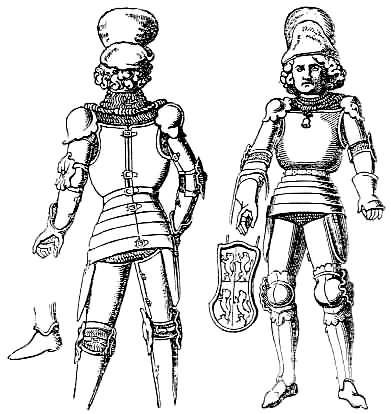
Білий обладунок кінця XIV-початку XV століть (зверніть увагу на те, що обладунок на відміну від класичних лат подібно бригантині застібається ззаду)

Білий обладунок (італ. bianco armatura, староангл. alwyte armour) — це ранній стиль повного латного обладунку, що набув поширення на початку XV століття спочатку в Італії, а потім і практично по всій Європі (у тому числі в Україні). Припускав відкрите носіння обладунку, без надобладункового одягу (сюрко і т.п.), або обтягування тканиною (як на бригантинах і деяких ранніх кірасах). 
До XV століття корпусний обладунок, як правило, мав обтяжку тканиною або носився під спеціальним надобладунковим одягом — сюрко, жупоном і подібним. З 1420 року почав стрімко поширюватися, спочатку в Італії, так званий білий обладунок, який відрізнявся від колишніх варіантів ранніх лат як конструкцією, так і іншою естетикою — він носився відкрито і слугував в якості декоративного елемента. Період 1420-1485 років в зброєзнавстві називається «періодом без сюрко», оскільки в цей час через поширення білого обладунку надобладунковий одяг стає виключною рідкістю. 
Ранні лати, звані білими обладунками, мають схожість як з міланським обладунком, так і кастенбрустом, при цьому за зовнішнім виглядом вони більше схожі на міланський обладунок, а по з'єднанню нагрудника кіраси з її напузником на кастенбруст. У міланському обладунку напузник знаходиться поверх нагрудника, в білому ж обладунку напузник (якщо був) знаходився, як і в кастенбрусті під нагрудником. При цьому кіраса в залежності від регіону могла бути як пузатої, подібно міланському обладунку, так і з відвислими грудьми (опуклими знизу), подібно кастенбрусту, але без кутовності властивих кастанбрусту. Латна спідниця була схожа на міланську, але часто без стегнових щитків (tassets), в деяких варіантах виявляючи схожість з короткими варіантами спідниць кастенбрусту. На відміну і від міланських обладунків, і від кастенбрустів, білий обладунок носився ні з панцерними рукавицями, а з панцерними рукавичками. В якості шолому зазвичай носився грандбацинет — це надійний шолом, який мав опору на плечі, характерний як для кастенбрустів так і для міланських обладунків в стилі італ. alla francese (а-ля французький). Але при цьому забороло грандбацинета нерідко мало не класичну круглу форму, а гостроносу форму хундсгугеля в поєднанні знову ж із загостреною потилицею, замість округлої. 
Повних ранніх лат до наших днів не дійшло, а окремі збережені частини, можуть трактуватися і як деталі ранніх міланських обладунків. 